# ناتینگهام (مریلند)
ناتینگهام (به انگلیسی: Nottingham) یک منطقهٔ مسکونی در ایالات متحده آمریکا است که در شهرستان بالتیمور، مریلند واقع شده‌است. ناتینگهام ۱۸٫۹ متر بالاتر از سطح دریا واقع شده‌است.